# Kameroen op de Olympische Zomerspelen 1972
Kameroen nam deel aan de Olympische Zomerspelen 1972 in München, West-Duitsland. In tegenstelling tot de vorige editie werd dit keer geen medaille gewonnen.

## Deelnemers en resultaten
(m) = mannen, (v) = vrouwen 

### Atletiek
| Olympiër      | Discipline             | Resultaat | Prestatie                            |
| ------------- | ---------------------- | --------- | ------------------------------------ |
| Gaston Malam  | 100m (m)               | 61e       | serie 11: 5de in 10,88               |
| Gaston Malam  | 200m (m)               | 42e       | serie 4: 6de in 21,71                |
| Esaie Fongang | 1500m (m)              | 58e       | serie 7: 9de in 3.54,5               |
| Nji Esau Ade  | 5000m (m)              | 57e       | serie 1: 10de in 15.19,6             |
| Esaie Fongang | 10000m (m)             | 44e       | serie 1: 13de in 31.32,6             |
| Esau Adenji   | 3000m steeplechase (m) | 48e       | serie 2: 11de in 9.34,4              |
| Hamadou Evele | hoogspringen (m)       | 39e       | kwalificatie groep B: 17de met 1,90m |

### Boksen
| Olympiër          | Discipline | Resultaat | Prestatie                                         |
| ----------------- | ---------- | --------- | ------------------------------------------------- |
| David Oleme       | -54kg (m)  | 17e       | 1ste ronde: vrij 2de ronde: V van MGL Ganbat: 0-5 |
| Emmanuel Eloundou | -57kg (m)  | 33e       | 1ste ronde: V van VEN Baptista: 0-5               |
| Jean Bassomben    | +81kg (m)  | 9e        | 1ste ronde: V van SWE Thomsén: 1-4                |

### Wielersport
| Olympiër                                                     | Discipline         | Resultaat | Prestatie      |
| ------------------------------------------------------------ | ------------------ | --------- | -------------- |
| Jean Bernard Djambou                                         | wegwedstrijd (m)   | DNF       | niet gefinisht |
| Joseph Evouna                                                | wegwedstrijd (m)   | DNF       | niet gefinisht |
| Joseph Kono                                                  | wegwedstrijd (m)   | DNF       | niet gefinisht |
| Nicolas Owona                                                | wegwedstrijd (m)   | DNF       | niet gefinisht |
| Jean Bernard Djambou Joseph Evouna Joseph Kono Nicolas Owona | ploegentijdrit (m) | 33e       | 2:40.10,3      |

Afghanistan · Albanië · Algerije · Amerikaanse Maagdeneilanden · Argentinië · Australië · Bahama's · Barbados · België · Bermuda · Birma · Bolivia · Bondsrepubliek Duitsland · Brazilië · Brits-Honduras · Bulgarije · Canada · Ceylon · Chili · Colombia · Congo-Brazzaville · Costa Rica · Cuba · Dahomey · Denemarken · Dominicaanse Republiek · Duitse Democratische Republiek · Ecuador · Egypte · El Salvador · Ethiopië · Fiji · Filipijnen · Finland · Frankrijk · Gabon · Ghana · Griekenland · Groot-Brittannië · Guatemala · Guyana · Haïti · Hongarije · Hongkong · Ierland · IJsland · India · Indonesië · Iran · Israël · Italië · Ivoorkust · Jamaica · Japan · Joegoslavië · Kameroen · Kenia · Khmerrepubliek · Koeweit · Lesotho · Libanon · Liberia · Liechtenstein · Luxemburg · Madagaskar · Malawi · Maleisië · Mali · Malta · Marokko · Mexico · Monaco · Mongolië · Nederland · Nederlandse Antillen · Nepal · Nicaragua · Nieuw-Zeeland · Niger · Nigeria · Noord-Korea · Noorwegen · Oeganda · Oostenrijk · Opper-Volta · Pakistan · Panama · Paraguay · Peru · Polen · Portugal · Puerto Rico · Roemenië · San Marino · Saoedi-Arabië · Senegal · Singapore · Soedan · Somalië · Sovjet-Unie · Spanje · Suriname · Swaziland · Syrië · Taiwan · Tanzania · Thailand · Togo · Trinidad en Tobago · Tsjaad · Tsjecho-Slowakije · Tunesië · Turkije · Uruguay · Venezuela · Verenigde Staten · Vietnam · Zambia · Zuid-Korea · Zweden · Zwitserland